# Ocumal (distrito)
Ocumal é um distrito peruano localizado na Província de Luya, departamento Amazonas. Sua capital é a cidade de Collonce.

## Transporte
O distrito de Ocumal é servido pela seguinte rodovia:
- AM-103, que liga o distrito de Lonya Grande  à cidade de Lonya Chico [2][3][4]